# Dongo (brano musicale)
Dongo è una canzone dedicata alla Resistenza italiana. È stata raccolta da Michele Straniero tra i contadini di Collevalenza di Todi nel 1962. Il testo è stato scritto subito dopo i fatti cui si riferisce (l'arresto di Benito Mussolini e Claretta Petacci) sull'aria di altre composizioni narrative locali. La versione più nota è cantata da Giovanna Daffini.

## Discografia
- Cantacronache 4. Canti di protesta del popolo italiano - Canti della resistenza, Cantacronache,  Albatros, 1971